# ویویان جووانی
ویویان جووانی (انگلیسی: Vivian Jovanni؛ زاده ۱۷ اوت ۱۹۹۵) بازیگر و مدل آمریکایی است. به خاطر ایفای نقش سیارا بردی در سریال روزهای زندگی ما شناخته شده است.
او از مهاجران کوبایی اسپانیایی و ایتالیایی تبار است.